# Голямо куче
Голямо куче (на латински: Canis Major) е съзвездие, разположено южно от небесния екватор. Най-ярката му звезда, Сириус, е и най-ярката въобще на небосвода. Може да се наблюдава от територията на България. В него се намира и червеният хипергигант VY Canis Majoris – най-голямата звезда, позната на човечеството. Това съзвездие, както и съзвездието Малко куче, е оприличено на едно от кучетата на митичния ловец Орион. Те разкъсали своя стопанин, превърнат в елен, защото имал нещастието да види къпещата се богиня Артемида.

## История
В ясна и безлунна нощ в съзвездието Голямо куче могат да се видят с просто око около 80 звезди, от които по-ярки от четвърта величина са само 10. Петте най-ярки от тях (заедно със Сириус), образуват характерната геометрична фигура на това съзвездие – удължен ромбоид, около най-източния връх на който има редица от няколко звездички. Не се изисква голямо усилие на въображението, за да се види в тази фигура бягащо куче с дълга извита опашка, в устата на което блести звездата Сириус.
Съзвездието Голямо куче дължи своята известност преди всичко на Сириус, която е най-ярката от всички звезди и е от минус 1m,4. Тя е една от най-близките до нас звезди – на 9 светлинни години.
Известно от древността, съзвездието Голямо куче е включено в „Алмагест“ на Птолемей.